# Порт Ројал (Пенсилванија)
Порт Ројал (енгл. Port Royal) град је у америчкој савезној држави Пенсилванија.

## Демографија
По попису из 2010. године број становника је 925, што је 52 (-5,3%) становника мање него 2000. године.
| Група             | 2000.       | 2010.       |
| Белци             | 921 (94,3%) | 873 (94,4%) |
| Афроамериканци    | 13 (1,3%)   | 1 (0,1%)    |
| Азијати           | 4 (0,4%)    | 1 (0,1%)    |
| Хиспаноамериканци | 38 (3,9%)   | 37 (4,0%)   |
| Укупно            | 977         | 925         |